# Ismael Benegas
Ismael Benegas (Asunción, Paraguay; 1 de agosto de 1987) es un futbolista paraguayo. Juega como defensor central en el Independiente FBC de la División Intermedia.

## Selección nacional
Ha sido internacional con la selección de fútbol de Paraguay.

## Estadísticas

### Clubes
| Libertad Paraguay | 1.ª                 | 2007                | 1   | 0  | -  | - | -  | - | 1   | 0  | 0    |
| Libertad Paraguay | 1.ª                 | A-2008              | 1   | 0  | -  | - | -  | - | 1   | 0  | 0    |
| Libertad Paraguay | 1.ª                 | C-2008              | 1   | 0  | -  | - | -  | - | 1   | 0  | 0    |
| Libertad Paraguay | 1.ª                 | A-2009              | 9   | 0  | -  | - | -  | - | 9   | 0  | 0    |
| Libertad Paraguay | 1.ª                 | C-2009              | 14  | 0  | -  | - | 2  | 0 | 16  | 0  | 0    |
| Libertad Paraguay | 1.ª                 | A-2010              | 11  | 0  | -  | - | 8  | 0 | 19  | 0  | 0    |
| Libertad Paraguay | 1.ª                 | C-2010              | 1   | 0  | -  | - | 0  | 0 | 1   | 0  | 0    |
| Libertad Paraguay | 1.ª                 | C-2011              | 11  | 0  | -  | - | 5  | 0 | 16  | 0  | 0    |
| Libertad Paraguay | 1.ª                 | A-2012              | 15  | 1  | -  | - | 12 | 0 | 27  | 1  | 0.04 |
| Libertad Paraguay | 1.ª                 | C-2012              | 17  | 0  | -  | - | 0  | 0 | 17  | 0  | 0    |
| Libertad Paraguay | 1.ª                 | A-2013              | 19  | 1  | -  | - | 6  | 0 | 25  | 1  | 0.04 |
| Libertad Paraguay | 1.ª                 | C-2014              | 13  | 3  | -  | - | 5  | 0 | 18  | 3  | 0.17 |
| Libertad Paraguay | 1.ª                 | A-2015              | 9   | 0  | -  | - | 0  | 0 | 9   | 0  | 0    |
| Libertad Paraguay | Total club          | Total club          | 120 | 5  | -  | - | 38 | 0 | 158 | 5  | 0.03 |
| Rubio Ñu Paraguay | 1.ª                 | A-2011              | 15  | 0  | -  | - | -  | - | 15  | 0  | 0    |
| Rubio Ñu Paraguay | Total club          | Total club          | 15  | 0  | -  | - | -  | - | 15  | 0  | 0    |
| Nacional · Uruguay | 1.ª                 | 2013-14             | 24  | 1  | -  | - | 1  | 0 | 25  | 1  | 0.04 |
| Nacional · Uruguay | Total club          | Total club          | 24  | 1  | -  | - | 1  | 0 | 25  | 1  | 0.04 |
| Colón Argentina | 1.ª                 | 2015                | 16  | 1  | 0  | 0 | -  | - | 16  | 1  | 0.06 |
| Colón Argentina | 1.ª                 | 2016                | 12  | 0  | 1  | 0 | -  | - | 13  | 0  | 0    |
| Colón Argentina | Total club          | Total club          | 28  | 1  | 1  | 0 | -  | - | 29  | 1  | 0.03 |
| Quilmes Argentina | 1.ª                 | 2016-17             | 12  | 0  | 0  | 0 | -  | - | 12  | 0  | 0    |
| Quilmes Argentina | Total club          | Total club          | 12  | 0  | 0  | 0 | -  | - | 12  | 0  | 0    |
| San Martín (T) Argentina | 2.ª                 | 2017-18             | 28  | 1  | 0  | 0 | -  | - | 28  | 1  | 0.04 |
| San Martín (T) Argentina | Total club          | Total club          | 28  | 1  | 0  | 0 | -  | - | 28  | 1  | 0.04 |
| Guaraní Paraguay | 1.ª                 | C-2018              | 5   | 1  | 4  | 0 | -  | - | 9   | 1  | 0.11 |
| Guaraní Paraguay | 1.ª                 | A-2019              | 3   | 0  | 0  | 0 | 0  | 0 | 3   | 0  | 0    |
| Guaraní Paraguay | Total club          | Total club          | 8   | 1  | 4  | 0 | 0  | 0 | 12  | 1  | 0.08 |
| Jorge Wilstermann · Bolivia | 1.ª                 | 2019                | 21  | 0  | -  | - | -  | - | 21  | 0  | 0    |
| Jorge Wilstermann · Bolivia | 1.ª                 | 2020                | 16  | 1  | -  | - | 7  | 0 | 23  | 1  | 0.04 |
| Jorge Wilstermann · Bolivia | Total club          | Total club          | 37  | 1  | -  | - | 7  | 0 | 44  | 1  | 0.02 |
| Royal Pari · Bolivia | 1.ª                 | 2021                | 23  | 2  | -  | - | 2  | 0 | 25  | 2  | 0.08 |
| Royal Pari · Bolivia | Total club          | Total club          | 23  | 2  | -  | - | 2  | 0 | 25  | 2  | 0.08 |
| The Strongest · Bolivia | 1.ª                 | 2022                | 19  | 1  | -  | - | 7  | 0 | 26  | 1  | 0.04 |
| The Strongest · Bolivia | Total club          | Total club          | 19  | 1  | -  | - | 7  | 0 | 26  | 1  | 0.04 |
| Nacional Paraguay | 1.ª                 | A-2023              | 7   | 0  | -  | - | 2  | 0 | 9   | 0  | 0    |
| Nacional Paraguay | 1.ª                 | C-2023              | 18  | 0  | 4  | 0 | -  | - | 22  | 0  | 0    |
| Nacional Paraguay | 1.ª                 | A-2024              | 14  | 0  | -  | - | 4  | 0 | 18  | 0  | 0    |
| Nacional Paraguay | Total club          | Total club          | 39  | 0  | 4  | 0 | 6  | 0 | 49  | 0  | 0    |
| Sol de América Paraguay | 1.ª                 | C-2024              | 5   | 0  | 1  | 0 | -  | - | 6   | 0  | 0    |
| Sol de América Paraguay | Total club          | Total club          | 5   | 0  | 1  | 0 | -  | - | 6   | 0  | 0    |
| Independiente (CG) Paraguay | 2.ª                 | 2025                | 20  | 0  | 0  | 0 | -  | - | 20  | 0  | 0    |
| Independiente (CG) Paraguay | Total club          | Total club          | 20  | 0  | 0  | 0 | -  | - | 20  | 0  | 0    |
| Total en su carrera | Total en su carrera | Total en su carrera | 379 | 13 | 10 | 0 | 61 | 0 | 450 | 13 | 0.03 |
| (1) Las copas nacionales se refiere a la Copa Argentina y a la Copa Paraguay. (2) Las copas internacionales se refiere a la Copa Libertadores y a la Copa Sudamericana. (3) Media de goles por encuentro. No incluye goles en partidos amistosos. |                     |                     |     |    |    |   |    |   |     |    |      |

### Selección
| Selección | Año   | Amistosos | Amistosos | Eliminatorias | Eliminatorias | Mundial | Mundial | Copa América | Copa América | Juegos Olímpicos | Juegos Olímpicos | Total | Total | Media goleadora |
| Selección | Año   | PJ        | G         | PJ            | G             | PJ      | G       | PJ           | G            | PJ               | G                | PJ    | G     | Media goleadora |
| --------- | ----- | --------- | --------- | ------------- | ------------- | ------- | ------- | ------------ | ------------ | ---------------- | ---------------- | ----- | ----- | --------------- |
| Absoluta  | 2011  | 3         | 0         | -             | -             | -       | -       | -            | -            | -                | -                | 3     | 0     | 0               |
| Absoluta  | 2013  | -         | -         | 0             | 0             | -       | -       | -            | -            | -                | -                | 0     | 0     | 0               |
| Absoluta  | Total | 3         | 0         | 0             | 0             | -       | -       | -            | -            | -                | -                | 3     | 0     | 0               |

## Palmarés

### Títulos nacionales
| Título                         | Club        | País     | Año  |
| ------------------------------ | ----------- | -------- | ---- |
| Campeonato Paraguayo de Fútbol | Libertad    | Paraguay | 2007 |
| Torneo Apertura                | Libertad    | Paraguay | 2008 |
| Torneo Clausura                | Libertad    | Paraguay | 2008 |
| Torneo Clausura                | Libertad    | Paraguay | 2010 |
| Torneo Clausura                | Libertad    | Paraguay | 2012 |
| Torneo Clausura                | Libertad    | Paraguay | 2014 |
| Copa Paraguay                  | Guaraní     | Paraguay | 2018 |
| Torneo Clausura                | Wilstermann | Bolivia  | 2019 |